# Territorio de Wyoming
El Territorio de Wyoming fue un territorio histórico organizado de los Estados Unidos que existió entre el 25 de julio de 1868 y el 10 de julio de 1890, fecha en la que se convertiría el estado de Wyoming. Su capital fue la ciudad de Cheyenne. Los límites del territorio de Wyoming eran idénticos al moderno Estado de Wyoming.

## Conformación del territorio
Debido a la ubicación de Wyoming en la intersección de la compra de Luisiana, el territorio de Oregón, y la cesión mexicana, la tierra que se convirtió en Wyoming tiene una complicada historia territorial. Las porciones del territorio que finalmente cayeron bajo la jurisdicción de Wyoming estaban en varios puntos relacionados con los territorios de Washington, Oregón, Idaho, Dakota, Nebraska y Utah, y que anteriormente habían pertenecido a los Estados independientes de la Gran Bretaña, Francia, España, México y Texas.

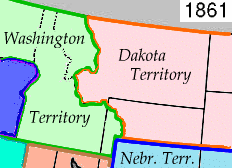
Las Montañas Rocosas del norte después de la formación del territorio de Dakota a partir del territorio de Nebraska en 1861.
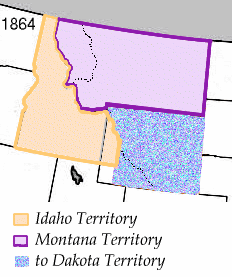
Partición del territorio de Idaho en 1865. La zona azul se convirtió en parte del territorio de Dakota, y última parte del territorio de Wyoming.
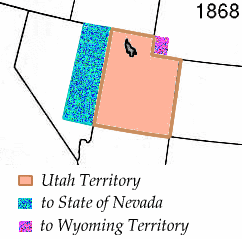
Partición del territorio de Utah en 1868. El área púrpura formó la esquina suroeste de Wyoming.